# Повед
Повед (рус. Поведь) река је на северозападу европског дела Руске Федерације. Протиче преко централних делова Тверске области, и лева је притока реке Осуге (највеће притоке реке Тверце) и део басена реке Волге и Каспијског језера. Тече преко територија Кувшиновског, Фировског и Торжочког рејона.
Укупна дужина водотока је 99 km, површина сливног подручја је 742,7 km², док је просечан проток у зони ушћа око 5,2 m³/s.
Река Повед започиње свој ток на подручју Цнинског побрђа, микроцелини Валдајског побрђа, недалеко од развођа који раздваја сливове Каспијског језера и Балтичког мора (река Цна). У горњем делу тока река је доста уска (свега 5 до 10 метара) и има мало воде. Након што прими своју највећу притоку Семин корито се шири до 30 метара. Корито је доста каменито и шљунковито целом дужином тока, а бројни су брзаци. Обале у горњем и доњем делу тока су обрасле густим шумама, док су обале у доњем делу тока углавном култивисане.
Популарна је дестинација за љубитеље рафтинга.